# Cryptoblepharus poecilopleurus paschalis
Cryptoblepharus poecilopleurus paschalis, comúnmente llamada moko uri uri en idioma rapanui, es una subespecie del lagarto escamoso escíncido Cryptoblepharus poecilopleurus, endémica de la isla de Pascua, en el Pacífico Sur.

## Distribución
Esta subespecie es un endemismo de la isla de Pascua, pues sólo se encuentra distribuida en esta isla, también llamada en el idioma autóctono Rapa Nui, siendo famosa en todo el mundo por sus enormes estatuas conocidas como moai, vestigios de una cultura ancestral de la etnia rapanui.
Esta es una isla de Chile ubicada en la Polinesia, en medio del océano Pacífico. Tiene una superficie de 163,6 km². Administrativamente, se encuentra en la comuna de Isla de Pascua que forma la provincia de Isla de Pascua, perteneciente a la  Región de Valparaíso. Una reforma constitucional en el año 2007 estableció que la isla es un «territorio especial».

## Características
Esta subespecie de lagartija mantiene muchas de las características de la especie, siendo extremadamente delgada; con el cuerpo de aspecto algo aplanado. El párpado tiene una ventana transparente, haciendo que parezca permanentemente abierto, lo que le permite ver incluso cuando el párpado está cerrado. El ojo está rodeado de escamas pequeñas, granulares. Presenta escudos frontoparietales e interparietales normalmente fusionados, formando un gran escudo que dibuja aproximadamente el contorno de un diamante. La frente es corta, casi tan larga como ancha. Las extremidades son relativamente pequeñas, pero están bien desarrolladas, con patas pentadáctilas con dedos largos, subcilíndricos.

## Hábitat y comportamiento
Este lagarto trepa rápidamente sobre las rocas y troncos de árboles. Suele permanecer próximo a la costa marina. Han sido capturados debajo de cortezas de árboles, aunque también busca refugio en grietas entre las rocas. A menudo se encuentra en suelos con arena suelta. Las grandes escamas que cubren la piel de la cabeza y el cuerpo, resultan ser útiles defensas contra los depredadores. Se retuerce fuertemente al ser tomado con las manos.
Comparte su hábitat con otra especie de pequeña lagartija Lepidodactylus lugubris, conocido localmente como moko uru-uru kau. 

### Alimentación
Su dieta incluye insectos y arácnidos.

## Conservación
El hábitat de esta subespecie es administrado por el gobierno chileno a través de Conaf mediante el Parque nacional Rapa Nui, mientras que la Unesco declaró este parque como patrimonio de la humanidad en 1995, por lo que el taxón no corre un peligro inmediato. Sin embargo, como todas las especies insulares endémicas, es vulnerable a introducciones de nuevos predadores. Otra subespecie de la misma especie se extinguió de la isla de Guam; el último ejemplar encontrado allí fue registrado en el año 1969. El hábito de este lagarto de esconderse bajo la corteza de los árboles u otros espacios cerrados, la torna vulnerable a la depredación de pequeñas serpientes asilvestradas.

### Taxonomía
- Cryptoblepharus poecilopleurus paschalis Garman 1908 (fide Mertens 1931)
- Cryptoblepharus boutoni paschalis Barbour & Loveridge 1929: 246
- Cryptoblepharus poecilopleurus paschalis Horner 2007